# كونيشيجي كاماموتو
كونيشيجي كاماموتو (باليابانية: 釜本 邦茂) هو لاعب كرة قدم وسياسي ياباني.

## حياته
ولد في 15 أبريل 1944 في كيوتو وهو لاعب مشهور في تاريخ كرة القدم اليابانية وقد فاز مع المنتخب الياباني بالميدالية البرونزية في الألعاب الأولمبية التي جرت بالمكسيك عام 1986 وقد سجل 74 هدف دولي مما جعله أكثر لاعب ياباني تسجيلاً للأهداف في المباريات الدولية وهو يعمل منذ 1998 كنائب لرئيس الإتحاد الياباني لكرة القدم.

## الأندية التي لعب لها
- جامعة وسيدا 1963- 1966
- ينمار ديزل (حالياً سيريزو اوساكا) 1967- 1984

## الوفاة
توفي كونيشيجي كاماموتو في 10 أغسطس 2025 عن واحد وثمانين عاماً.

## روابط خارجية
- كونيشيجي كاماموتو على موقع الاتحاد الدولي (مؤرشف)  (الإنجليزية)
- كونيشيجي كاماموتو على موقع قاعدة بيانات كرة القدم.إي يو (الإنجليزية)
- كونيشيجي كاماموتو على موقع ناشيونال فوتبول تيمز (الإنجليزية)
- كونيشيجي كاماموتو على موقع عالم كرة القدم.نت (الإنجليزية)
- كونيشيجي كاماموتو على موقع أوليمبيديا (الإنجليزية)